# Stazione di Marrubiu-Terralba-Arborea
Stazione di Marrubiu-Terralba-Arborea vasútállomás Olaszországban, Szardínia régióban, Marrubiu településen.

## Vasútvonalak
Az állomást az alábbi vasútvonalak érintik:
- Cagliari–Golfo Aranci Marittima-vasútvonal

## Kapcsolódó állomások
A vasútállomáshoz az alábbi állomások vannak a legközelebb: 
- Stazione di Sant'Anna
- Stazione di Uras-Mogoro